# ポウ・トラックス
ポウ・トラックス（Paw Tracks） は、アメリカ・ワシントンD.C.を拠点とするインディペンデント・レコードレーベル。エクスペリメンタル系の音楽を指向するアーティストが多く所属していた。カーパーク・レコーズ（Carpark Records）のサブレーベルで、アニマル・コレクティヴのエイヴィ・テアが主催している。

## 概要
2003年、アニマル・コレクティヴのエイヴィ・テアによって設立、ワシントンD.C.のカーパーク・レコーズ（Carpark Records）のサブレーベルとしてスタートした。その年、第一弾リリースとしてアニマル・コレクティヴのファースト・アルバム『Here Comes the Indian』を発売。始めは自分達の作品だけをリリースをしていたが、2004年にアリエル・ピンクと契約、アルバム『The Doldrums』をリリースした。その後はアニマル・コレクティヴのメンバーのソロ・プロジェクトやメンバーの身内や近しい仲間の音源などをリリース、マイペースな活動を続けていたが、2013年に閉鎖した。

## 主なアーティスト
- アニマル・コレクティヴ (Animal Collective)
- アリエル・ピンク (Ariel Pink)
- エイヴィ・テア (Avey Tare)
- エイヴィ・テア・アンド・クリア・ブレッカン (Avey Tare & Kría Brekkan)
- ブラック・ダイス (Black Dice)
- クリア・ブレッカン (Kría Brekkan)
- エリック・コープランド (Eric Copeland)
- エクセプター (Excepter)
- ファースト・ネイション (First Nation)
- ジェーン (Jane)
- デント・メイ (Dent May)
- パンダ・ベア (Panda Bear)
- ザ・ペパーミンツ (The Peppermints)
- プリンス・ラマ (Prince Rama)
- リングス (Rings) ※元ファースト・ネイション
- テレストリアル・トーンズ (Terrestrial Tones)
- ティックリー・フェザー (Tickley Feather)